# Вотское (Слободской район)
Вотское — деревня в Слободском районе Кировской области в составе Бобинского сельского поселения.

## География
Находится на расстоянии примерно 9 км на северо-восток от Нового моста через Вятку в городе Киров.

## История
Известна с 1670 года как займище Гришки Мезрина, в 1763 году учтено 14 жителей. В 1873 году в деревне Гришки Мезрина Водское учтено дворов 6 и жителей 44, в 1905 5 и 40, в 1926 12 и 59, в 1950 17 и 73. В 1989 году отмечен 21 житель. Нынешнее название утвердилось с 1939 года. Деревня имеет дачный характер.

## Население
Постоянное население  составляло 14 человек (русские 100%) в 2002 году, 9 в 2010.